# Zwettl-Niederösterreich
Zwettl-Niederösterreich (meist nur in der Kurzform Zwettl) ist eine Stadtgemeinde im nordwestlichen Niederösterreich und Hauptstadt des gleichnamigen Bezirks. Mit 10.771 Einwohnern und einer Fläche von 256 km² zählt sie zu den flächenmäßig größten Gemeinden Österreichs. Bei der Volkszählung des Jahres 2011 hatte die Stadt selbst 3.922 Einwohner. Dies entspricht der Einwohnerzahl der Katastralgemeinde „Zwettl Stadt“, aber nicht der Einwohnerzahl der Großgemeinde.

## Geografie
Die Stadt liegt auf 520 m ü. A. in einem Talkessel (bestehend aus Gradnitztal, Sierningtal, Kamptal und Zwettltal) an der Stelle des oberen Kamptals, wo der Fluss Zwettl in den Kamp einmündet. Sie ist geographischer Mittelpunkt der Gemeinde und gilt gleichzeitig als Zentrum des Waldviertels.

### Gemeindegliederung
Die Gemeinde gliedert sich in insgesamt 56 Ortsteile (Verwaltungssprengel),  54 Ortschaften, und 61 Katastralgemeinden.
| Katastralgemeinden | Ortschaften in der Gemeinde |
| --- | --- |
| Annatsberg (2,67 km²) Bernhards (0,66 km²) Böhmhöf (0,43 km²) Bösenneunzehn (3,18 km²) Edelhof (1,93 km²) Eschabruck (5,47 km²) Flachau (6,87 km²) Friedersbach (11,19 km²) Gerlas (1,03 km²) Germanns (6,36 km²) Gerotten (5,62 km²) Gradnitz (3,69 km²) Großglobnitz (6,86 km²) Großhaslau (7,05 km²) Gschwendt (5,57 km²) Guttenbrunn (1,93 km²) Hörmanns (4,42 km²) Hörweix (1,39 km²) Jagenbach (7,62 km²) Jahrings (3,87 km²) Kleehof (0,67 km²) Kleinmeinharts (1,42 km²) Kleinotten (5,11 km²) Kleinschönau (4,23 km²) Koblhof (1,58 km²) Koppenzeil (1,22 km²) Kühbach (9,23 km²) Marbach am Walde (5,43 km²) Mayerhöfen (1,49 km²) Merzenstein (4,13 km²) Mitterreith (3,69 km²) Moidrams (3,72 km²) Negers (1,55 km²) Neusiedl (1,22 km²) Niederglobnitz (2,22 km²) Niederneustift (9,03 km²) Niederstrahlbach (3,03 km²) Oberhof (2,97 km²) Oberndorf (4,86 km²) Oberplöttbach (5,87 km²) Oberstrahlbach (10,63 km²) Ottenschlag (2,50 km²) Pötzles (3,47 km²) Purken (0,58 km²) Ratschenhof (5,41 km²) Rieggers (5,80 km²) Ritzmannshof (3,02 km²) Rosenau Dorf (1,79 km²) Rosenau Schloß (2,23 km²) Rottenbach (2,61 km²) Rudmanns (10,72 km²) Schickenhof (2,56 km²) Syrafeld (1,79 km²) Unterrabenthan (4,19 km²) Unterrosenauerwaldhäuser (5,64 km²) Uttissenbach (3,84 km²) Waldhams (4,79 km²) Wildings (3,05 km²) Wolfsberg (3,23 km²) Zwettl Stadt (8,11 km²) Zwettl Stift (9,89 km²) | Annatsberg (D) · Bernhards (W) · Böhmhöf (R) · Bösenneunzen (D) · Edelhof (W) · Eschabruck (R) · Friedersbach (D) · Gerlas (W) · Germanns (D) · Gerotten (D) · Gradnitz (D) · Großglobnitz (D) · Großhaslau (D) · Gschwendt (D) · Guttenbrunn (D) · Hörmanns (D) · Hörweix (W) · Jagenbach (D) · Jahrings (D) · Kleehof (W) · Kleinmeinharts (D) · Kleinotten (D) · Kleinschönau (D) · Koblhof (D) · Marbach am Walde (D) Kleinmarbach (R) Mayerhöfen (D) · Merzenstein (D) · Mitterreith (D) · Moidrams (D) · Negers (D) · Neusiedl (D) · Niederglobnitz (D) · Niederneustift (ZH) Holzhackerhäusln (ZH) Niederstrahlbach (D) · Oberstrahlbach (D) Kranhäuser (W) Oberwaltenreith (D) · Ottenschlag (D) · Purken (W) · Ratschenhof (D) · Rieggers (D) · Ritzmannshof (W) · Rosenau Dorf (D) · Rosenau Schloss (D) · Rottenbach (R) · Rudmanns (D) · Schickenhof (R) · Syrafeld (D) · Unterrabenthan (D) · Unterrosenauerwaldhäuser (ZH) · Uttissenbach (R) · Waldhams (R) · Wolfsberg (D) Siebenwirth W) Zwettl Stift (D) Kampsiedlung (Sdlg) Waldrand-Siedlung (Sdlg) Zwettl-Niederösterreich Bozener Siedlung (Sdlg) Oberhof (Stt) Propstei (Stt) Syrnau (Stt) Zwettl Stadt (St) |
| Legende | |

| In der Spalte Katastralgemeinden sind sämtliche Katastralgemeinden einer Gemeinde angeführt. In der Klammer ist die jeweilige Fläche in km² angegeben. |
| In der Spalte Ortschaften sind sämtliche von der Statistik Austria erfassten Siedlungen, die auch eine eigene Ortschaftskennziffer aufweisen, angeführt. In der Hierarchieebene derselben Spalte, rechts eingerückt, werden nur Ansiedlungen, die mindestens aus mehreren Häusern bestehen, dargestellt. Die wichtigsten der verwendeten Abkürzungen sind: - M = Hauptort der Gemeinde - Stt = Stadtteil - R = Rotte - W = Weiler - D = Dorf - ZH = Zerstreute Häuser - Sdlg = Siedlung - Hgr = Häusergruppe - E = Einzelgehöft (nur wenn sie eine eigene Ortschaftskennziffer haben) Die komplette Liste der Statistik Austria ist in: Topographische Siedlungskennzeichnung nach STAT Zu beachten ist, dass manche Orte unterschiedliche Schreibweisen haben können. So können sich Katastralgemeinden anders schreiben als gleichnamige Ortschaften bzw. Gemeinden. Quelle: Statistik Austria – Liste für Niederösterreich (PDF) |

Die Stadt Zwettl selbst umfasst Zwettl Stadt, mit der alten Kernstadt und dem Stadtteil Syrnau im Osten, sowie die Stadtteile Oberhof im Norden mit der Bozener Siedlung nordöstlich kampabwärts Richtung Stift, und Propstei im Süden. Das Dorf Moidrams südwestlich ist weitgehend mit der Stadt verwachsen.
Die Gemeinde Zwettl-Niederösterreich ist mit einer Gesamtfläche von 256 km², 61 Katastralgemeinden, und den meisten Ortschaften von ganz Niederösterreich eine der typischen Zusammenlegungs-Großgemeinden. Das erklärt sich daraus, dass das Waldviertel prinzipiell keine ausgeprägte Streubesiedlung kennt, sondern zahlreich relativ kompakte Orte ausbildete. Diese Orte behielten, wie in den meisten Bundesländern, bei Schaffung der Ortsgemeinden 1849/50 ihre Eigenständigkeit, für Niederösterreich typisch sind sie aber sowohl als siedlungsgeographische Einheit (Ortschaft) wie als grundbücherliche (Katastralgemeinde) auch bei Gemeindezusammenlegungen kleinstrukturiert erhalten geblieben (1971 wurden seinerzeit noch 20 selbständige Gemeinden vereinigt).
Das Gemeindegebiet umfasst folgende Ortschaften (in Klammern Einwohnerzahl Stand 1. Jänner 2025):
- Annatsberg (97)
- Bernhards (5)
- Böhmhöf (10)
- Bösenneunzen (29)
- Edelhof (0)
- Eschabruck (113)
- Friedersbach (497)
- Gerlas (31)
- Germanns (93)
- Gerotten (183)
- Gradnitz (117)
- Großglobnitz (303)
- Großhaslau (141)
- Gschwendt (164)
- Guttenbrunn (69)
- Hörmanns (79)
- Hörweix (30)
- Jagenbach (465)
- Jahrings (139)
- Kleehof (26)
- Kleinmeinharts (90)
- Kleinotten (127)
- Kleinschönau (115)
- Koblhof (45)
- Marbach am Walde (245)
- Mayerhöfen (30)
- Merzenstein (133)
- Mitterreith (120)
- Moidrams (259)
- Negers (39)
- Neusiedl (52)
- Niederglobnitz (72)
- Niederneustift (282)
- Niederstrahlbach (165)
- Oberstrahlbach (327)
- Oberwaltenreith (55)
- Ottenschlag (49)
- Purken (24)
- Ratschenhof (69)
- Rieggers (230)
- Ritzmannshof (8)
- Rosenau Dorf (52)
- Rosenau Schloß (51)
- Rottenbach (37)
- Rudmanns (512)
- Schickenhof (10)
- Syrafeld (87)
- Unterrabenthan (103)
- Unterrosenauerwald (114)
- Uttissenbach (66)
- Waldhams (152)
- Wolfsberg (71)
- Zwettl Stift (12)
- Zwettl-Niederösterreich (4377)

Zusätzlich sind 6 der Katastralgemeinden (Kühbach, Flachau, Oberndorf, Oberplöttbach, Pötzles, Wildings) durch die Schaffung des Truppenübungsplatzes Allentsteig entvölkerte ehemalige Gemeinden (1938–1945, endgültig teils erst 1970, vergl. Liste der für die Schaffung des Truppenübungsplatzes Döllersheim ausgesiedelten Ansiedlungen) eingegliedert worden. Eine Katastralgemeinde, Koppenzeil, hat nur historische Bedeutung und entspricht dem Stadtteil Propstei.
Die 55 Verwaltungssprengel der Gemeinde – neben der Stadt selbst – entsprechen weitestgehend den übrigen Katastralgemeinden und den Ortschaften und haben einen Ortsvorsteher. Ein Sonderfall ist der Stadtteil Oberhof (auch Katastralgemeinde), der einen Ortsvorsteher hat, aber in der amtlichen Statistik (seitens Statistik Austria) nicht als eigene Ortschaft ausgewiesen ist. Weitere Ausnahmen sind das Dorf Kleinmarbach, das zur Ortschaft und Katastralgemeinde Marbach am Walde gehört, aber einen Vorsteher hat, sowie das Dorf Oberwaltenreith, das statistisch eine eigenständige Ortschaft ist, die zum Ortsvorstand und der Katastralgemeinde Eschabruck gehört.

### Nachbargemeinden
Die große Ausdehnung bringt es mit sich, dass viele andere Gemeinden an Zwettl angrenzen. Es sind dies
| Schweiggers, Kirchberg am Walde | Vitis, Echsenbach                           | Allentsteig       |
| Groß Gerungs, Großschönau       | Kompassrose, die auf Nachbargemeinden zeigt | Pölla, Rastenfeld |
| Rappottenstein                  | Großgöttfritz                               | Waldhausen        |

### Klima
Am 12. Februar 1929 wurde in Zwettl mit −36,6 °C die kälteste bestätigte Temperatur in einem bewohnten Ort in Österreich gemessen.
In Zwettl herrscht ein Übergangsklima mit kontinentalem Einfluss aus dem Osten und ozeanischem Einfluss aus dem Westen. Die Jahresdurchschnittstemperatur im 30-jährigen Mittel 1971–2000 beträgt 6,6 °C und der Jahresgesamtniederschlag liegt bei 667,3 mm. Im Vergleich mit den Werten der Jahre 1981–2010, sind bezüglich der Temperatur deutliche Änderungen zu verzeichnen. Infolge des Klimawandels liegt die Jahresdurchschnittstemperatur um rund 0,9 °C höher als in der Periode 1971–2000. Charakteristisch für Zwettl sind viele Sonnenstunden im Sommerhalbjahr und lang anhaltende Hochnebeldecken im Winter. Bedingt durch die nächtliche Kaltluftseebildung werden oftmals geringe Temperaturminima gemessen. Diese liegen trotz der vergleichsweise geringen Höhe oftmals unter jenen Werten des um rund 400 m höher gelegenen Jauerlings. Jährlich werden rund 141 Frosttage und 37 Eistage verzeichnet. Infolge der durch die Seehöhe bedingten geringen Tageserwärmung treten etwa 28 Sommertage und 3 heiße Tage pro Jahr auf. Von November bis April fallen rund 90 cm Schnee. Auch diesbezüglich ist aufgrund der Klimaerwärmung ein Rückgang zu verzeichnen. Im langjährigen Mittel gibt es 25 Gewitter und einmal Hagel pro Jahr.
|                        | Jan  | Feb  | Mär  | Apr  | Mai  | Jun  | Jul  | Aug  | Sep  | Okt  | Nov  | Dez  |   |       |
| Mittl. Temperatur (°C) | −2,8 | −1,8 | 2,0  | 6,1  | 11,4 | 14,6 | 16,3 | 15,5 | 11,3 | 6,5  | 1,4  | −1,5 | ⌀ | 6,6   |
| Mittl. Tagesmax. (°C)  | 0,9  | 2,8  | 7,6  | 12,4 | 18,0 | 20,8 | 22,8 | 22,7 | 17,9 | 12,3 | 5,3  | 1,8  | ⌀ | 12,2  |
| Mittl. Tagesmin. (°C)  | −5,8 | −5,2 | −2,0 | 1,0  | 5,4  | 8,7  | 10,4 | 9,9  | 6,8  | 2,7  | −1,4 | −4,2 | ⌀ | 2,2   |
|                        |      |      |      |      |      |      |      |      |      |      |      |      |   |       |
| Niederschlag (mm)      | 31,2 | 29,4 | 41,6 | 55,6 | 72,7 | 87,9 | 96,3 | 79,6 | 54,6 | 36,9 | 44,2 | 37,3 | Σ | 667,3 |
|                        |      |      |      |      |      |      |      |      |      |      |      |      |   |       |
| Sonnenstunden (h/d)    | 1,7  | 2,9  | 4,1  | 5,1  | 5,8  | 5,6  | 6,0  | 6,6  | 4,9  | 3,7  | 2,4  | 1,8  | ⌀ | 4,2   |
|                        |      |      |      |      |      |      |      |      |      |      |      |      |   |       |
| Regentage (d)          | 7,3  | 6,9  | 8,9  | 9,5  | 9,7  | 10,9 | 10,9 | 9,6  | 8,0  | 6,7  | 9,0  | 8,3  | Σ | 105,7 |

| −5,8 |

| −5,2 |

| −2,0 |

| 1,0 |

| 5,4 |

| 8,7 |

| 10,4 |

| 9,9 |

| 6,8 |

| 2,7 |

| −1,4 |

| −4,2 |

| −5,8 |

| −5,2 |

| −2,0 |

| 1,0 |

| 5,4 |

| 8,7 |

| 10,4 |

| 9,9 |

| 6,8 |

| 2,7 |

| −1,4 |

| −4,2 |

| N i e d e r s c h l a g | 31,2 | 29,4 | 41,6 | 55,6 | 72,7 | 87,9 | 96,3 | 79,6 | 54,6 | 36,9 | 44,2 | 37,3 |
|                         | Jan  | Feb  | Mär  | Apr  | Mai  | Jun  | Jul  | Aug  | Sep  | Okt  | Nov  | Dez  |

## Geschichte

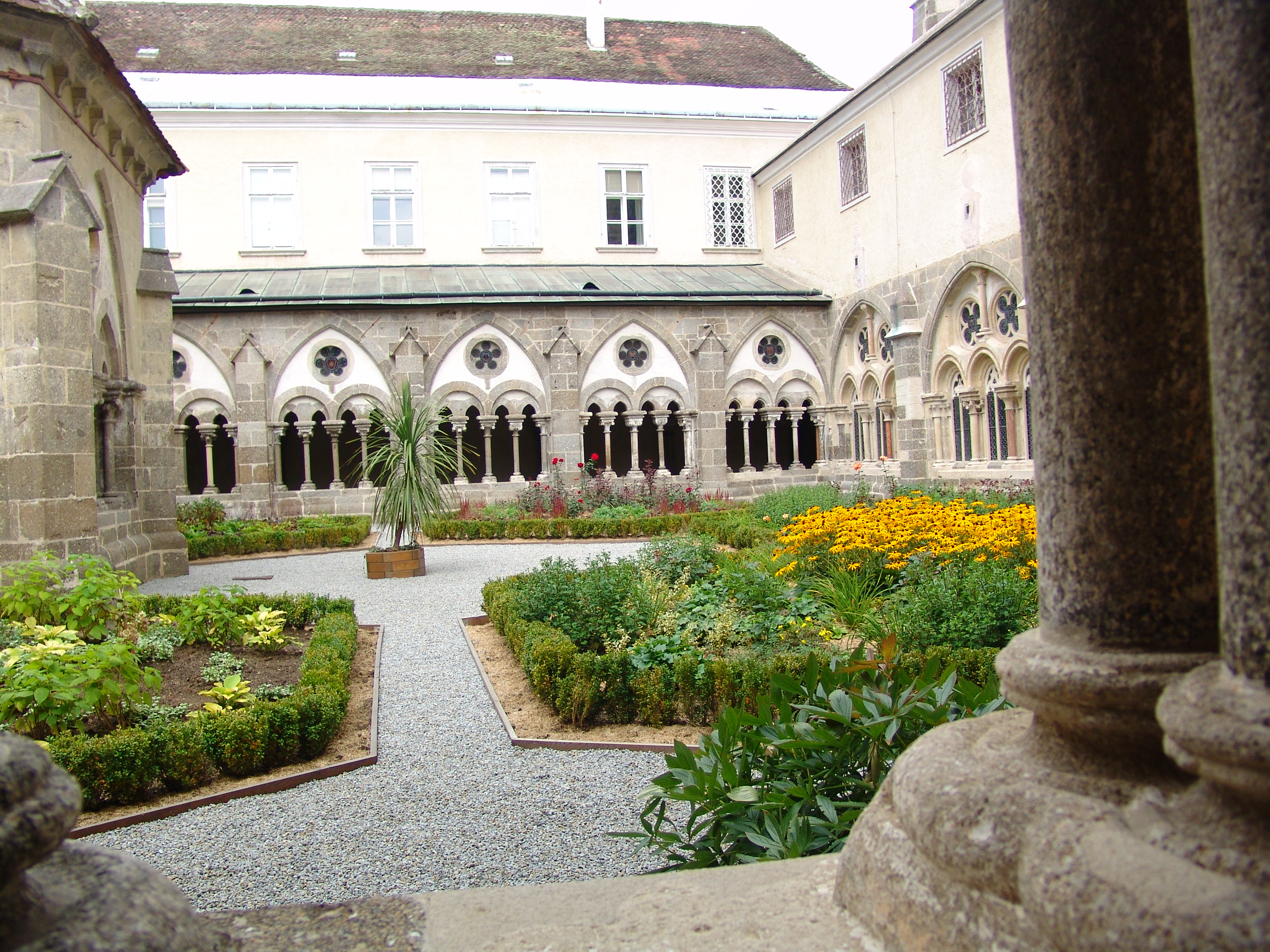
Kreuzganghof im Stift Zwettl

Der Name Zwettl ist slawischen Ursprungs (vgl. tschechisch Světlá, zu světlý = licht, hell) und bedeutet so viel wie Lichtung oder Rodung. Bestätigt wird dies durch spätere Urkunden, in welchen das Kloster Zwettl im lateinischen Text Claravallis (= lichtes Tal) genannt wird. Allerdings wurden bisher keine slawischen Hinterlassenschaften aufgefunden, sodass für eine slawische Siedlung außer der Namensdeutung bisher keine Quellen bekannt sind.
Die von den Kuenringern gegründete Stadt wird erstmals im Oktober 1139 in der Gründungsurkunde des nahegelegenen Stiftes Zwettl (Zisterzienserabtei) erwähnt. Seit dem 28. Dezember 1200 gilt Zwettl als Stadt.
1427 wurde die Stadt in der Schlacht bei Zwettl drei Mal erfolglos von den Hussiten unter dem Feldherrn Andreas Prokop belagert. Sie zerstörten und plünderten dabei das drei Kilometer entfernte Stift Zwettl und die meisten umliegenden Dörfer. Auch im Dreißigjährigen Krieg hatte die Stadt schwer zu leiden, 1618 drangen böhmische Truppen in die Stadt ein, 1645 wurde sie von schwedischen Truppen besetzt.
Im Jahr 1850 konstituierte sich die Ortsgemeinde Zwettl. Die Bezeichnung Zwettl-Niederösterreich besteht seit dem 9. Mai 1967 und ist eine sprachlich auffällige Sonderform, da der Bindestrich typografisch eine Zusammensetzung suggeriert, hier jedoch semantisch als abgrenzender Zusatz fungiert. Der zweite Namensbestandteil dient nicht als Teil des eigentlichen Ortsnamens, sondern zur Unterscheidung von anderen gleichnamigen Orten, insbesondere von Zwettl an der Rodl in Oberösterreich. Im Unterschied zu historisch gewachsenen Ortsnamen mit Präpositionen wie „an der“ oder „im“ (etwa St. Johann im Pongau) handelt es sich bei Zwettl-Niederösterreich um eine amtlich eingeführte Namensform, deren Struktur primär verwaltungstechnischen Erfordernissen folgt. Die Verwendung des Bindestrichs anstelle einer Präposition oder eines Kommas ist aus linguistischer Sicht unüblich und entspricht nicht den üblichen orthografischen Konventionen im Deutschen. Das Amtliche Regelwerk der deutschen Rechtschreibung des Rats für deutsche Rechtschreibung weist jedoch darauf hin, dass Eigennamen in ihrer Schreibung nicht immer den allgemeinen Regeln folgen.
Im Zuge der NÖ. Kommunalstrukturverbesserung kam es im heutigen Gemeindegebiet Anfang 1968 zu den ersten Fusionen; so wurden Eschabruck und Kleinschönau nach Friedersbach sowie Gerotten und Rudmanns der Gemeinde Stift Zwettl angegliedert. Anfang 1970 wurde Großhaslau Teil von Stift Zwettl und Gschwendt Teil von Zwettl-Niederösterreich. Durch den Zusammenschluss der 13 Gemeinden Friedersbach, Gradnitz, Großglobnitz, Jagenbach, Jahrings, Marbach am Walde, Oberstrahlbach, Rieggers, Rosenau Dorf, Rosenau Schloß, Stift Zwettl, Unterrabenthan und Zwettl-Niederösterreich zu Beginn 1971 entstand die Stadtgemeinde Zwettl-Niederösterreich in ihrer heutigen Form, die Anfang 1972 durch Aufnahme der Katastralgemeinde Ottenschlag aus der Gemeinde Warnungs erneut vergrößert wurde.
Im August 2002 führten heftige Regenfälle zu einem verheerenden Hochwasser, das große Schäden anrichtete. Die Aufzeichnungen der über 800-jährigen Stadtgeschichte berichten von keiner vergleichbaren Flutkatastrophe.

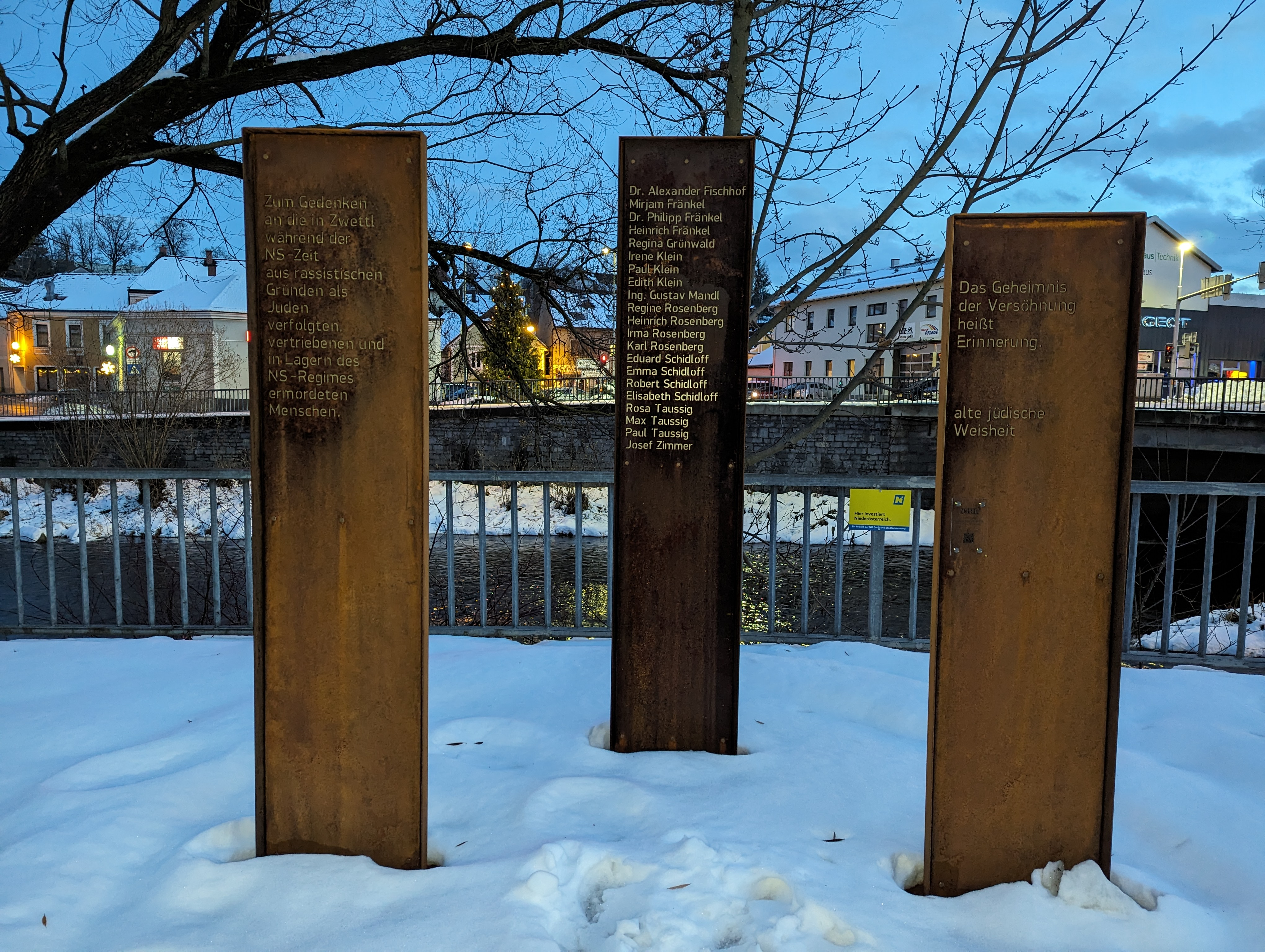
Erinnerungsstätte für in NS-Zeit ermordete 21 jüdische Zwettler

Im November 2023 wurde am 85. Jahrestag der Novemberpogrome 1938 eine Erinnerungsstätte für in der NS-Zeit ermordete 21 jüdische Zwettler bestehend aus drei Säulen aus Cortenstahl vor dem Stadtamt enthüllt.

### Bevölkerungsentwicklung
| Zwettl-Niederösterreich: Einwohnerzahlen von 1869 bis 2025 | Zwettl-Niederösterreich: Einwohnerzahlen von 1869 bis 2025 | Zwettl-Niederösterreich: Einwohnerzahlen von 1869 bis 2025 | Zwettl-Niederösterreich: Einwohnerzahlen von 1869 bis 2025 | Zwettl-Niederösterreich: Einwohnerzahlen von 1869 bis 2025 |
| ---------------------------------------------------------- | ---------------------------------------------------------- | ---------------------------------------------------------- | ---------------------------------------------------------- | ---------------------------------------------------------- |
| Jahr                                                       |                                                            |                                                            |                                                            | Einwohner                                                  |
| 1869                                                       | 1869                                                       |                                                            | 12.643                                                     | 12.643                                                     |
| 1880                                                       | 1880                                                       |                                                            | 13.121                                                     | 13.121                                                     |
| 1890                                                       | 1890                                                       |                                                            | 12.961                                                     | 12.961                                                     |
| 1900                                                       | 1900                                                       |                                                            | 13.617                                                     | 13.617                                                     |
| 1910                                                       | 1910                                                       |                                                            | 13.585                                                     | 13.585                                                     |
| 1923                                                       | 1923                                                       |                                                            | 12.946                                                     | 12.946                                                     |
| 1934                                                       | 1934                                                       |                                                            | 12.746                                                     | 12.746                                                     |
| 1939                                                       | 1939                                                       |                                                            | 12.806                                                     | 12.806                                                     |
| 1951                                                       | 1951                                                       |                                                            | 11.862                                                     | 11.862                                                     |
| 1961                                                       | 1961                                                       |                                                            | 11.374                                                     | 11.374                                                     |
| 1971                                                       | 1971                                                       |                                                            | 11.677                                                     | 11.677                                                     |
| 1981                                                       | 1981                                                       |                                                            | 11.479                                                     | 11.479                                                     |
| 1991                                                       | 1991                                                       |                                                            | 11.427                                                     | 11.427                                                     |
| 2001                                                       | 2001                                                       |                                                            | 11.630                                                     | 11.630                                                     |
| 2011                                                       | 2011                                                       |                                                            | 11.247                                                     | 11.247                                                     |
| 2021                                                       | 2021                                                       |                                                            | 10.723                                                     | 10.723                                                     |
| 2025                                                       | 2025                                                       |                                                            | 10.771                                                     | 10.771                                                     |
| Quelle(n): Statistik Austria, Gebietsstand 1.1.2021        |                                                            |                                                            |                                                            |                                                            |

## Kultur und Sehenswürdigkeiten
- Pfarrkirche Friedersbach

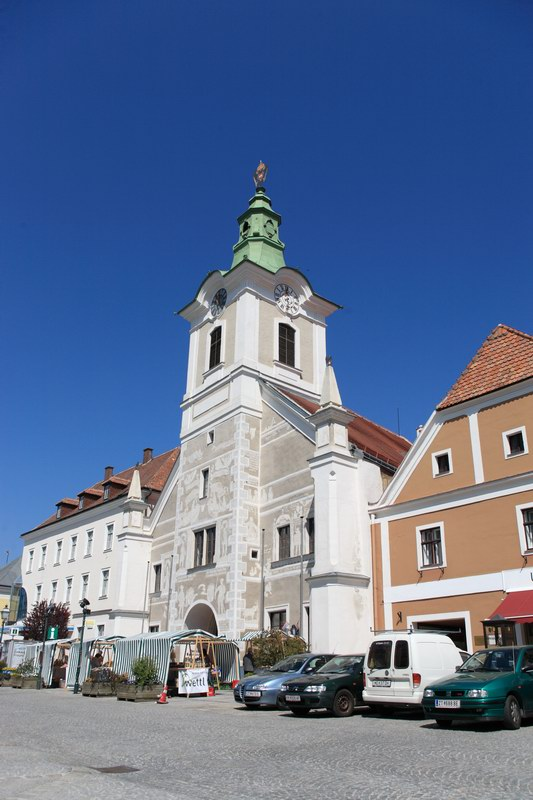
Altes Rathaus

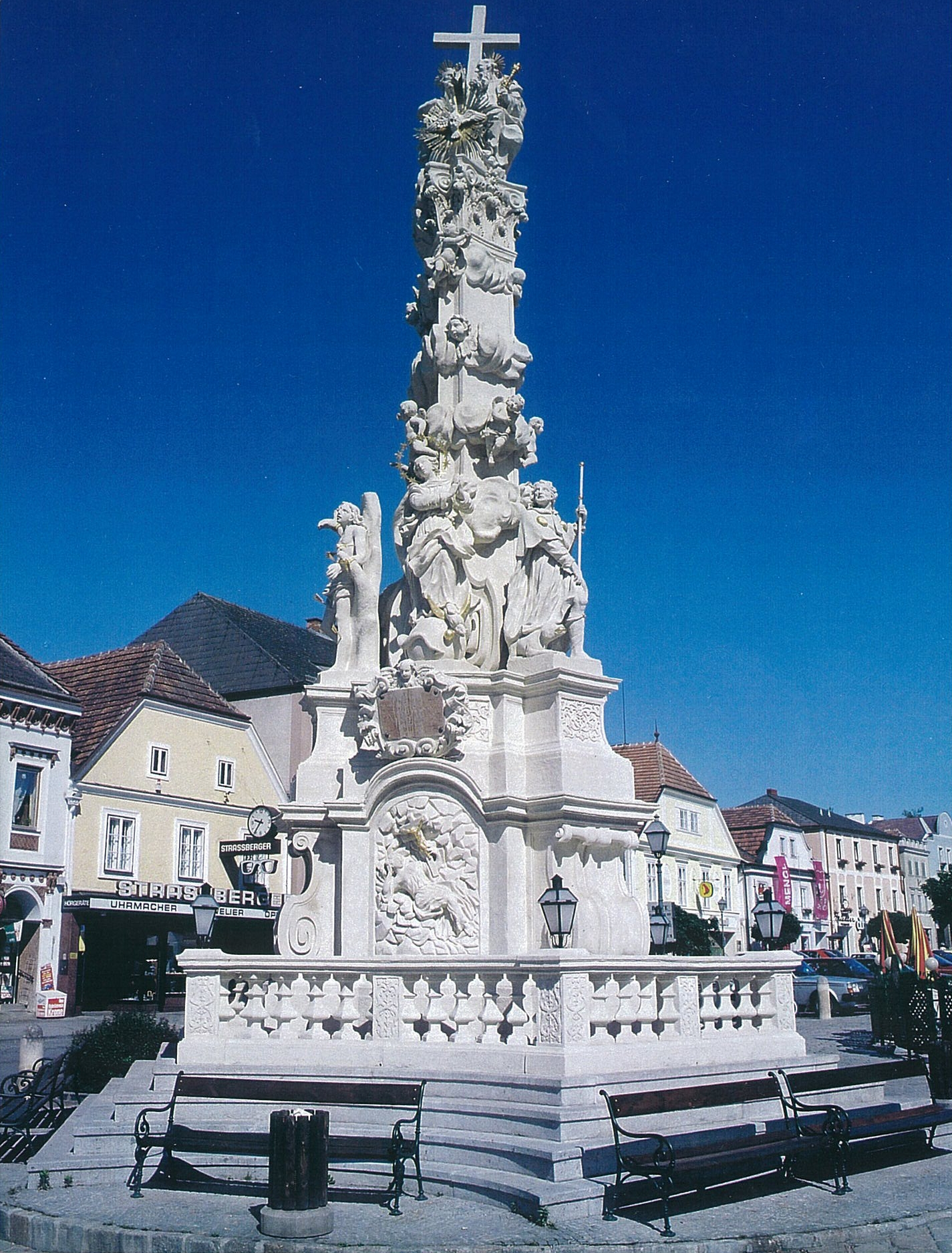
Dreifaltigkeitssäule

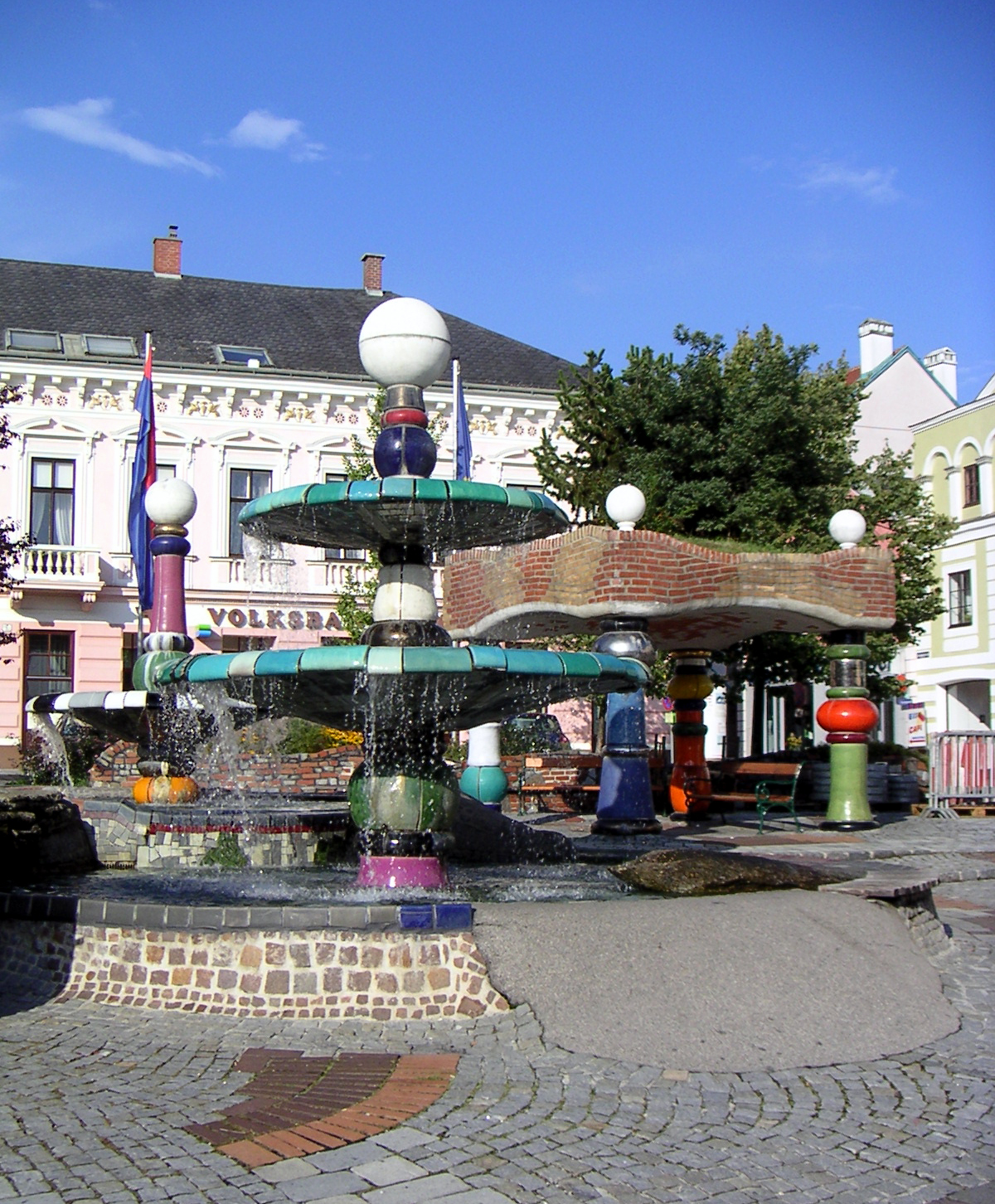
Hundertwasserbrunnen

- Pfarrkirche Marbach am Walde und Friedhofskapelle Marbach am Walde
- Große Teile des mittelalterlichen Stadtkerns sind bis heute erhalten geblieben. Dazu zählen unter anderem die großteils noch vorhandene Stadtmauer, sechs Stadttürme, das alte Rathaus (erbaut 1307) sowie einige historische Bürgerhäuser. 1994 wurde im Rahmen der Umgestaltung des Hauptplatzes ein von Friedensreich Hundertwasser entworfener Brunnen errichtet.
- Propstei Zwettl: Südlich der Altstadt liegt die Propstei Zwettl mit bemerkenswerten romanischen Bauteilen. Die Propstei Zwettl besteht aus einer romanischen Kirche und der daran anschließenden Michaelskapelle, einem Friedhof mit romanischem Karner, dem eigentlichen Propsteigebäude und einem früheren Pfarrhaus – dem sogenannten „Kasten“. Vor der denkmalgeschützten Anlage befindet sich am Ende des Kreuzwegs eine monumentale Kreuzigungsgruppe aus Sandstein. Die Propsteikirche zählt zu den ältesten erhaltenen Bauwerken der Stadt. Es gilt als wahrscheinlich, dass sich die in der „Bärenhaut“ erwähnte Kuenringerburg auf dem Areal der heutigen Propstei befunden hat und dass die Kirche – die erste Pfarrkirche von Zwettl – in etwa zeitgleich mit der Burganlage erbaut wurde.
- Ein spirituelles Zentrum und Kulturdenkmal von hohem Rang ist das nordöstlich der Stadt gelegene Stift Zwettl mit der Stiftskirche Zwettl der Zisterzienser.
- Wenige Kilometer westlich von Zwettl liegt das Schloss Rosenau mit seinem Freimaurer-Museum.
- Zwischen Zwettl und Groß-Gerungs liegt der Stufenkegel im Waldviertel.
- Die Zwettler Stadtmauer ist eine mittelalterliche Befestigungsanlage, die die historische Altstadt umschließt. Bis Anfang des 13. Jahrhunderts dürfte Zwettl lediglich durch hölzerne Palisaden geschützt gewesen sein. Mit dem Bau einer Bruchsteinmauer wurde 1229 im Zusammenhang mit der ersten Stadterweiterung begonnen. Nach schwerer Beschädigung durch die Streitkräfte des Babenbergers Friedrich dem Streitbaren bei der Niederschlagung des Ministerialenaufstandes im Jahr 1231 wurde sie ein Jahr später wieder errichtet und durch Türme und eine Zwingermauer verstärkt. Ihr weiterer Ausbau dauerte bis ins 15. Jahrhundert. Durch die zum Ende des Mittelalters neu aufgekommenen Kriegstechniken verlor die Stadtmauer zwar ihre unmittelbare militärische Funktion, wurde jedoch, wie in vielen anderen mittelalterlichen Städten, weiterhin instand gehalten. 1590 wurden die Zugbrücken an den Toren durch Steinbrücken ersetzt. Zwei Befestigungstürme mussten um 1610 weichen und um 1800 erfolgte die Trockenlegung des Stadtgrabens. Obwohl im 19. Jahrhundert weitere große Teile den neu angelegten Straßen und Gebäuden zum Opfer fielen, sind sechs Wehrtürme, Reste eines Wassergrabens und gut erhaltenes Mauerwerk mit einer Gesamtlänge von etwa einem Kilometer erhalten geblieben. Die ehemaligen Torbauten sind zur Gänze verschwunden; dem Portal der Stadtpfarrkirche ist jedoch ein Westturm mit rundbogigem Straßendurchgang vorgestellt, der nach Ansicht des Historikers Adalbert Klaar einst als innerer Befestigungsturm des Unteren Tores gedient hat. Die erhaltenen Teile wurden 1965 unter Denkmalschutz gestellt.[10][11]
- Das Alte Rathaus am Hauptplatz ist ein mehrfach umgestalteter, breit gelagerter, giebelständiger Bau mit leicht vorgezogenem Turm und gotischem Kern. Die genaue Bauzeit ist unbekannt. Es wurde urkundlich erstmals Anfang des 14. Jahrhunderts im Zusammenhang mit Leuthold von Kuenring erwähnt. Somit zählt es zu den ältesten Profanbauten der Stadt. Vieles deutet darauf hin, dass es ursprünglich als Residenz der Kuenringer diente.[12] Die Zwettler Bürgerschaft erwarb das Gebäude 1483, um es als Rats- und Gerichtsgebäude zu nutzen. Diesen Zweck erfüllte es bis 1975. Im Jahr 1992 wurde ein Stadtmuseum eingerichtet, das unter anderem die sogenannte Antonsammlung zeigt.[13][14] Bei einer Restaurierung im Jahr 1976 wurden an der Fassade Sgraffiti aus der Mitte des 16. Jahrhunderts freigelegt. Während die Malereien am Turm und in der Fensterzone noch einen guten Erhaltungszustand aufweisen, sind diejenigen im Erdgeschoß und am Giebelfeld fast vollständig zerstört. Die Darstellungen beziehen sich auf die Funktion des Gebäudes als Gerichts- und Verwaltungsstätte.
- Die Katholische Pfarrkirche Zwettl-Niederösterreich befindet sich am Anfang der Landstraße im Bereich des ehemaligen Unteren Tores der mittelalterlichen Stadtmauer. Sie wird erstmals 1280 als ecclesia inferiora (‚untere Kirche‘) erwähnt und in einer Urkunde des Jahres 1352 als Frauenkirche genannt. Ihre genaue Bauzeit ist nicht bekannt. Vermutlich wurde sie bereits in der ersten Hälfte des 13. Jahrhunderts als Pfeilerbasilika mit drei Schiffen im spätromanischen Stil errichtet und später mehrfach umgebaut und erweitert.
- Die Evangelische Auferstehungskirche wurde 1904 geweiht.
- Die Dreifaltigkeitssäule (auch: Pestsäule) in der Altstadt von Zwettl ist ein Denkmal im Stil des Barock, das von dem Eggenburger Bildhauer Johann Caspar Högl 1727 geschaffen wurde. Der prismatische Sandsteinpfeiler erhebt sich über einem mächtigen Volutensockel, ist mit Wolkengirlanden dekoriert und von einer Steinbalustrade umgeben. Er verfügt über Reliefs der hll. Rosalia, Johannes Nepomuk und Donatus sowie über flankierende Figuren der hll. Sebastian, Rochus und Florian. Er wird von einer Figurengruppe der Dreifaltigkeit bekrönt.[10][15]
- Der Hundertwasserbrunnen am Hauptplatz von Zwettl wurde 1994 von dem österreichischen Künstler Friedensreich Hundertwasser entworfen. Seine Hauptelemente sind zwei Brunnensäulen mit Auffangschalen und ein Pavillon.[16] Früher befand sich an dieser Stelle ein Kriegerdenkmal, das anlässlich der Umgestaltung des Platzes an seinen neuen Standort bei der Johannes-Nepomuk-Kapelle verlegt wurde.
- Am 26. Oktober 2024 wurde ein Skulpturenweg bestehend aus 16 Skulpturen eröffnet.[17]

## Wirtschaft und Infrastruktur

### Verkehr

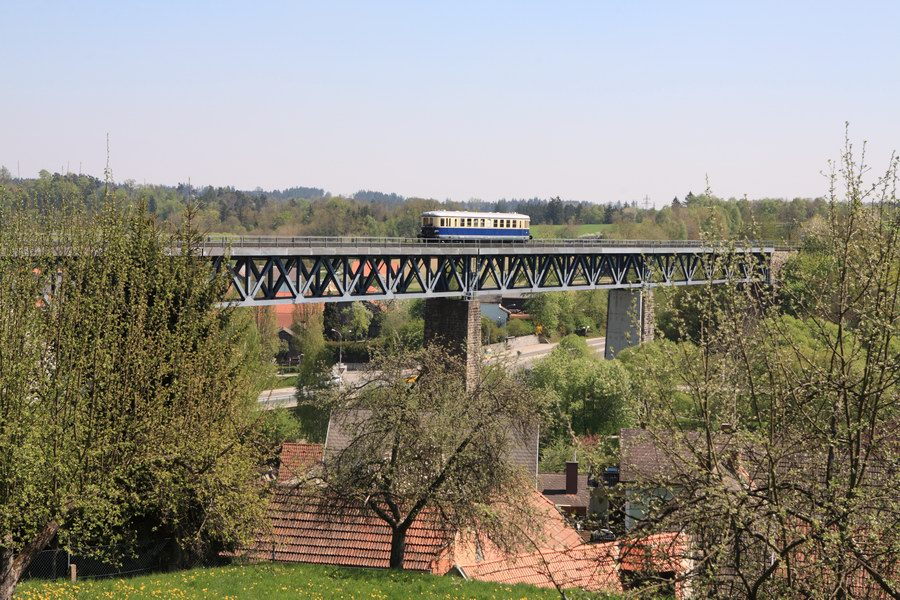
Eisenbahnviadukt der Lokalbahn Richtung Martinsberg über den Kamp

Zwettl liegt an der Zwettler Straße B36 von Dobersberg nach Persenbeug und der Böhmerwald Straße B38 von Kollerschlag nach Horn (mit einer Abzweigung nach Krems – Kremser Straße B37), die in nächster Zeit stärker ausgebaut werden sollen, da sie immer stärker frequentiert werden.
Die Umfahrung im Zuge der B 38 wurde 2017 eröffnet.
Die Erschließung der Stadt durch die Eisenbahn ist durch einen 1896 eröffneten Linienteil der Lokalbahn Schwarzenau–Zwettl–Martinsberg mit dem am nördlichen Stadtrand liegenden Bahnhof gewährleistet. Die lokale Bahnstrecke verbindet Zwettl mit Schwarzenau und somit mit der Franz-Josefs-Bahn. 2010 wurde der Personenverkehr nach 114 Jahren eingestellt, Güterverkehr besteht noch. Mit dem Zug benötigte man von Zwettl inklusive Umsteigen in Schwarzenau in die Bundeshauptstadt Wien ungefähr zweieinhalb Stunden, mit dem Auto etwa eine Stunde und vierzig Minuten. Seit der Einstellung der Strecke gehört Zwettl neben Waidhofen an der Thaya, Güssing, Oberpullendorf und Oberwart zu den fünf Bezirkshauptstädten Österreichs ohne Anbindung an den öffentlichen Schienenpersonenverkehr.
Zahlreiche Buslinien, unter anderem Strecken der Waldviertel-Linie, verbinden Zwettl mit weiteren wichtigen Gemeinden im Waldviertel wie Krems oder Gmünd und mit der Franz-Josefs-Bahn. Weiters verkehrt innerhalb von Zwettl an Werktagen eine von der ÖBB-Postbus GmbH betriebene Citybuslinie, welche auch einige Katastralgemeinden und das Stift anfährt.

### Bildung
Neben mehreren Volksschulen und zwei Neuen Mittelschulen gibt es in Zwettl ein Gymnasium, eine Handelsakademie, eine Zweigstelle der Kremser HTL für Informationstechnologie sowie eine Volkshochschule.
Schulen der Franziskanerinnen: Volksschule, Mittelschule, Fachschule und Höhere Lehranstalt für wirtschaftliche Berufe, Bildungsanstalt für Sozialpädagogik und ein Kolleg für Elementarpädagogik

### Ansässige Unternehmen
In Zwettl sind kaum Industriebetriebe ansässig, sondern hauptsächlich kleinere und mittelgroße Handels- und Gewerbebetriebe. Am 17. Februar 2000 wurde Zwettl der Beiname „Braustadt“ zuerkannt, um die jahrhundertelange Brautradition in der Stadt zu würdigen; heute gibt es in Zwettl nur noch eine Brauerei, die Privatbrauerei Zwettl mit einem Ausstoß von rund 200.000 Hektolitern (Stand 2008), die auf eine 300-jährige Tradition zurückblicken kann.
Weitere bedeutende Unternehmen vor Ort sind die Firmen Kastner (Groß- und Einzelhandel) und die Firmengruppe AVIA Eigl (Energiehandel: Tankstellen, Mineralöle, Pelletsproduktion, Schmierstoffe).
Zwettl besitzt in seinem Zentrum eine intakte innerstädtische Geschäftslandschaft, mit einem guten Branchenmix. Daneben gibt es – wie in den meisten anderen Bezirkshauptorten – ein Fachmarktzentrum auf der grünen Wiese.

## Politik

### Gemeinderat
Im Stadtgemeinderat gingen nach der Gemeinderatswahl 2025 von insgesamt 37 Sitzen 18 an die ÖVP, 11 an die Liste Zwettl braucht - Team Alex Leutgeb, 4 an die FPÖ, 2 an die Grünen, einer an die SPÖ und einer an die NEOS.
In der Funktionsperiode des Gemeinderats von 2010 bis 2015 gab es 51 Ortsvorsteher für die Verwaltungssprengel. Vier der Vorsteher betreuen zwei Sprengel (Eschabruck und Oberwaltenreith, Großhaslau und Ritzmannshof, Purken und Bernhards, Rudmanns und Edelhof).

### Bürgermeister
Bürgermeister der Stadtgemeinde Zwettl ist seit Oktober 2018 Franz Mold (ÖVP).  Im September 2018 gab Herbert Prinz nach 14 Jahren im Amt seinen Rücktritt als Bürgermeister bekannt. Am 9. Oktober 2018 wurde der Landtagsabgeordnete Franz Mold zu seinem Nachfolger als Bürgermeister von Zwettl gewählt.
- 1929–1933: Josef Schüller[22]
- 1946–1960: Hermann Feucht II[23]
- 1960–1968: Franz Eigl I[23]
- 1968–1975: Anton Denk[23]
- 1975–1976: Franz Eigl II[23]
- 1976–1989: Ewald Biegelbauer[23]
- 1989–2005: Franz Pruckner[23]
- 2005–2018: Herbert Prinz (ÖVP)[21]
- seit Oktober 2018: Franz Mold (ÖVP)[19]

### Wappen
Der gespaltene Wappenschild zeigt vorn die silberne Binde (Balken) auf rotem Feld  (österreichischer Bindenschild) und hinten in Blau fünf (2;2;1) goldene Adler (Niederösterreichisches Wappen).

### Partnergemeinden
Eine Städtepartnerschaft besteht zur Stadtgemeinde Zistersdorf im Bezirk Gänserndorf. Internationale Partnerstädte sind Plochingen in Baden-Württemberg und Jindřichův Hradec in Tschechien.

## Persönlichkeiten

### Ehrenbürger
- Franz Josef Eigl (1925–2002), Bürgermeister von Zwettl
- Franz Forstreiter (1828–1908), Bürgermeister von Zwettl[24]
- 2019: Herbert Prinz, Zwettler Bürgermeister von 2004 bis 2018[25]

### Söhne und Töchter der Stadt
- Anton Anderl (1909–1988), Abgeordneter zum Landtag von Niederösterreich
- Johannes Böhm (* 1972), Geodät und Hochschullehrer
- Karl Eichinger (* 1965), Pianist
- Peter Fichna (1931–2021[26]), ORF-Radio- und Fernsehsprecher
- Hans Forstreiter (1895–1973), Maler
- Karl-Heinz Frankl (1938–2019), römisch-katholischer Priester und Kirchenhistoriker
- Karl Hafner (1905–1945), Lehrer und Schriftsteller
- Andreas Haider-Maurer (* 1987), Tennisspieler
- Josef Haslinger (* 1955), Schriftsteller
- Hans Hirsch (1878–1940), Historiker und Diplomatiker, Hochschullehrer
- Rupert Leutgeb (* 1960), Journalist, Publizist und Medienberater
- Christoph Jank (* 1973), Fußballspieler
- Josef Leutgeb (1933–1983), österreichischer Chefredakteur, Publizist, Zeitungsherausgeber, Buchautor und Heimatforscher
- Florian Metz (* 1985), Fußballspieler
- Clemens Moser (1806–1875), Benediktiner und Politiker
- Robert Neumüller (* 1959), Kameramann und Regisseur
- Andreas Daniel Onea (* 1992), Schwimmer und Behindertensportler
- Markus Pfandler-Pöcksteiner (* 1979), Komponist und Chorleiter
- Karin Praxmarer (1944–2021), Politikerin (FPÖ)
- Johannes Preiser-Kapeller (* 1977), Byzantinist
- Johann Michael Puchberg (1741–1822), Tuchhändler, Förderer und Nachlassverwalter Mozarts
- Jannick Schibany (* 1993), Fußballspieler
- Erich Slatner (1935–1975), Maler, Graphiker und Kunsterzieher
- Thomas Steininger (1817–1872), Gerichtsschreiber, Sekretär, Sparkassendirektor und Reichstagsabgeordneter
- Linde Waber (* 1940), Malerin und Graphikerin, Weltreisende in Ateliers
- Andrea Wagner (* 1975), Politikerin (ÖVP)
- Melchior von Zaunagg (1667–1747), Abt
- Elisabeth Ullmann (* 1952), Organistin und Musikpädagogin